# Kalmoukie
La Kalmoukie, ou république de Kalmoukie (en russe : Респу́блика Калмы́кия (Respoublika Kalmykiïa) ; en kalmouk : Хальмг  Тангч (Haľmg Tañğç)) est une république de Russie (un sujet de la fédération de Russie). Les habitants de la Kalmoukie sont les Kalmouks.
La Kalmoukie présente la particularité d'être la seule division administrative européenne dont la population, originaire du Khanat dzoungar, est majoritairement bouddhiste.

## Géographie
Le pays de 74 731 km2 de superficie est dominé par la steppe. Le climat y est continental, avec une température moyenne variant de −7 °C en hiver à +30 °C en été et des précipitations variant en moyenne de 170 mm/an à l'est à 400 mm/an à l'ouest. 80% du territoire est en voie de désertification.

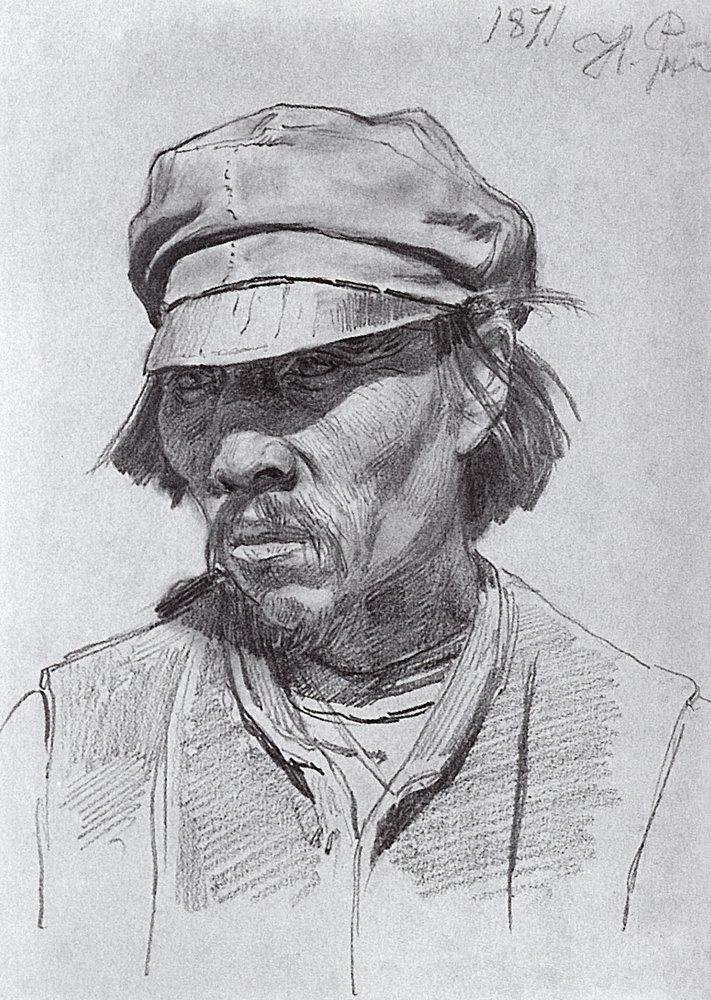
Portrait d'un Kalmouk par Ilia Répine (1871).

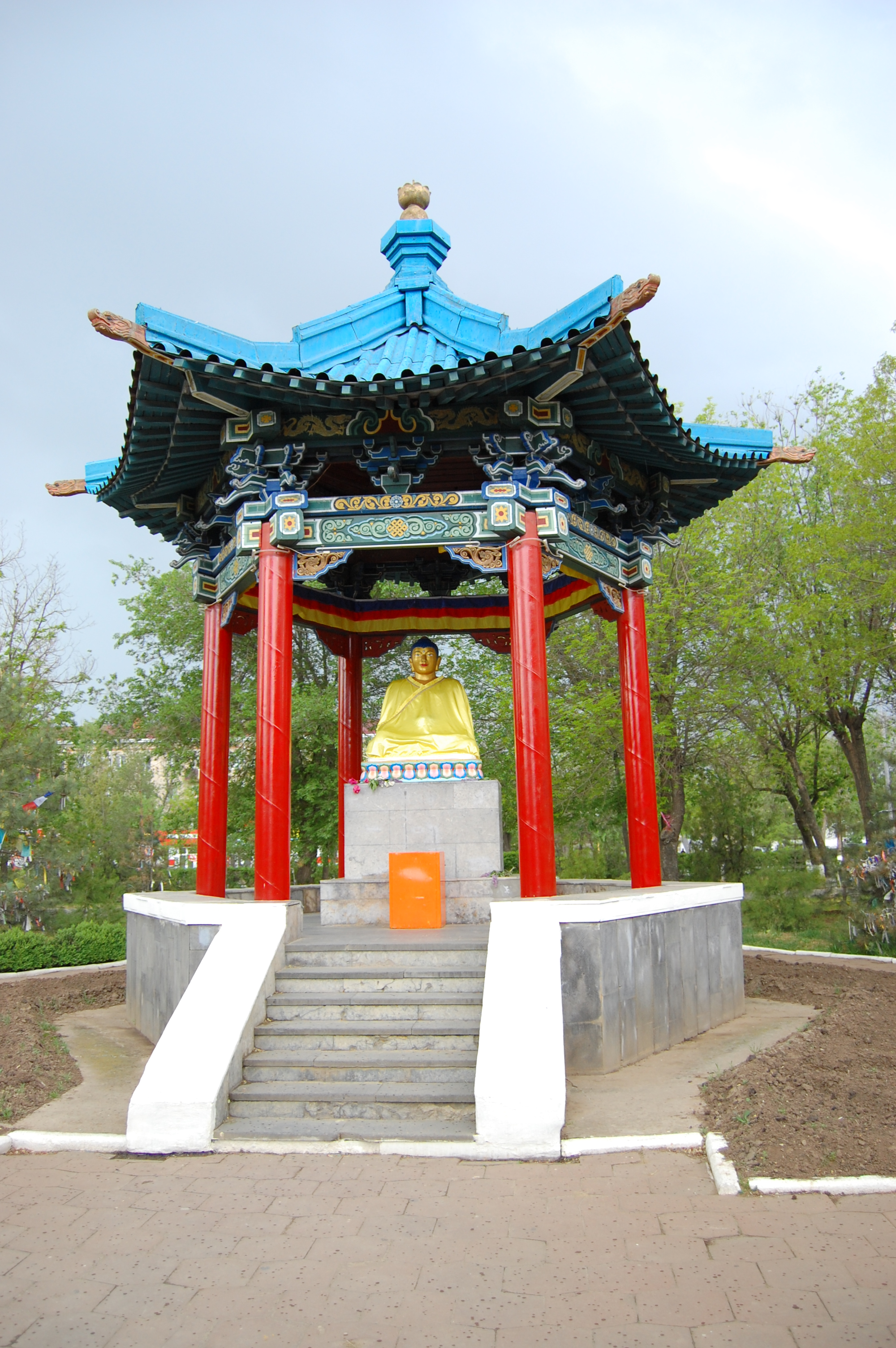
Statue de Bouddha dans le centre d’Elista.

## Histoire et société
La population de la Kalmoukie est principalement constituée, sur le plan ethnique, de Kalmouks, c'est-à-dire les descendants de Mongols oïrats originaires du Khanat dzoungar, dans l'actuel Xinjiang en Chine, qui furent refoulés vers l'ouest par les troupes de l'Empereur de Chine Qing Kangxi (1654-1722), à la fin de la guerre Dzoungar-Qing. Ils s'établirent alors dans la région du delta de la Volga aux alentours d'Astrakhan dans la fédération de Russie.
Au XVIIIe siècle, certains d'entre eux entreprirent un retour vers leurs territoires ancestraux. Le petit nombre qui atteignit la Chine est aujourd'hui appelé Oïrats (terme qui désigne l'alliance des Mongols occidentaux), ils s'établirent de nouveau au nord du Xinjiang (Préfecture autonome mongole de Bayin'gholin, préfecture autonome mongole de Börtala). Ceux qui restèrent dans la région de la mer Caspienne se désignèrent alors sous le nom de Kalmyks (littéralement « ceux qui sont restés »). Les Kalmouks, soumis aux Tsars, puis au régime soviétique, se sont lentement sédentarisés tout en gardant leur culture et leur langue. Lénine aurait des origines kalmoukes ou kirghizes de par ses grands-parents paternels.
En 1943, Staline ordonne la déportation des Kalmouks vers la Sibérie, où la moitié d'entre eux périt. Les Kalmouks furent autorisés à regagner leur région en 1947.
Au début du XXe siècle, de nombreux Kalmouks engagés dans l'armée des Russes blancs ont dû fuir la Russie après la révolution bolchevique. Quelques dizaines de milliers d'entre eux ont aujourd'hui la nationalité française. Jean Djorkaeff, père de Youri Djorkaeff et Naoum Khokhlov, père de Michel Constantin, sont d'origine kalmouke. D'autres ont gagné les États-Unis.

### Langue
Le kalmouk est une langue mongole appartenant au groupe des dialectes oïrates.

### Religions
En termes de pratique religieuse, la population de la Kalmoukie se répartit comme suit, en 2012 :
- 37,6 % de bouddhistes (bouddhisme tibétain) ;
- 18 % d'orthodoxes (Église orthodoxe russe) ;
- 18 % de non-croyants ;
- 6,4 % de musulmans (la plupart sunnites) ;

Les 20 % restants sont essentiellement agnostiques, catholiques ou protestants.

## Démographie

Situation.

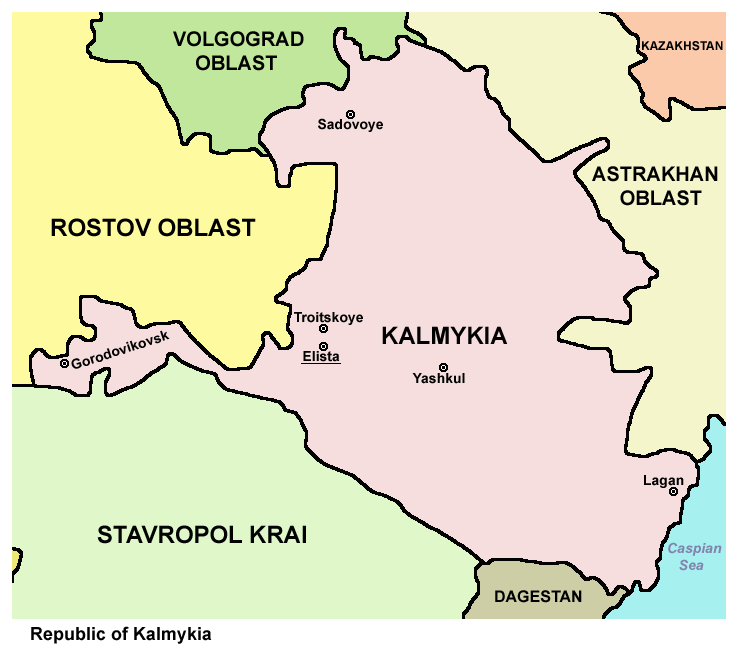
Carte de la Kalmoukie.

Ethnies et langues au Caucase.

| 2002    | 2010    | 2016    | 2022    | - |
| ------- | ------- | ------- | ------- | - |
| 292 410 | 283 166 | 278 733 | 286 993 | - |

| Année | Fécondité | Fécondité urbaine | Fécondité rurale |
| ----- | --------- | ----------------- | ---------------- |
| 1990  | 2,66      | 2,29              | 3,09             |
| 1991  | 2,58      | 2,16              | 3,09             |
| 1992  | 2,57      | 2,29              | 2,87             |
| 1993  | 2,30      | 1,71              | 2,84             |
| 1994  | 2,20      | 1,71              | 2,68             |
| 1995  | 2,03      | 1,61              | 2,44             |
| 1996  | 1,82      | 1,55              | 2,07             |
| 1997  | 1,77      | 1,53              | 2,01             |
| 1998  | 1,76      | 1,55              | 1,96             |
| 1999  | 1,62      | 1,53              | 1,72             |
| 2000  | 1,55      | 1,50              | 1,59             |
| 2001  | 1,57      | 1,38              | 1,78             |
| 2002  | 1,70      | 1,51              | 1,90             |
| 2003  | 1,76      | 1,54              | 2,00             |
| 2004  | 1,74      | 1,52              | 1,97             |
| 2005  | 1,64      | 1,52              | 1,76             |
| 2006  | 1,62      | 1,59              | 1,64             |
| 2007  | 1,74      | 1,62              | 1,85             |
| 2008  | 1,84      | 1,73              | 1,93             |
| 2009  | 1,80      | 1,76              | 1,83             |
| 2010  | 1,88      | 1,83              | 1,92             |
| 2011  | 1,81      | 1,70              | 1,89             |
| 2012  | 1,89      | 1,84              | 1,93             |
| 2013  | 1,88      | 1,81              | 1,94             |
| 2014  | 1,85      | 1,85              | 1,85             |
| 2015  | 1,83      | 1,91              | 1,76             |
| 2016  | 1,71      | 1,81              | 1,62             |
| 2017  | 1,54      | 1,63              | 1,46             |

## Économie
La Kalmoukie est située dans la région de la basse Volga qui borde la mer Caspienne en Russie : sa population, encore fortement rurale (la population urbaine ne représente que 55,7 % de la population totale) vit principalement de l'élevage ovin, de la pêche et de la production de caviar. Les ressources naturelles du pays comprennent pétrole et gaz.

## Politique
De 1993 à 2010, avec plusieurs réélections et prolongations de son mandat, le président de la Kalmoukie est Kirsan Ilioumjinov, également président de la Fédération internationale des échecs (FIDE). Ce dernier affiche un visage libéral et a favorisé le renouveau des religions, en particulier du bouddhisme tibétain dans le pays. Plus d'une trentaine de temples bouddhistes étaient dénombrés en Kalmoukie au milieu des années 1990.
Depuis la mainmise sur le pouvoir par ce jeune milliardaire pro-occidental qui a décidé d'attirer coûte que coûte les investisseurs étrangers, la liberté de la presse en Kalmoukie est remise en question par de nombreux observateurs, notamment à la suite de l'assassinat  de Larissa Youdina, rédactrice en chef du seul journal d'opposition, le Sovietskaïa Kalmykia Sevodnia, en juin 1998.
En octobre 2010, Kirsan Ilioumjinov est remplacé par Alekseï Orlov. Le 20 mars 2019, sa démission est acceptée par le président Vladimir Poutine qui nomme Batou Khasikov pour le remplacer à titre intérimaire.

## Arts et culture
C'est à Elista, capitale de la république, qu'eut lieu le match pour le championnat du monde d'échecs entre Veselin Topalov et Vladimir Kramnik. Il se déroula en 12 parties, du 21 septembre au 13 octobre 2006.
L'enseignement des échecs est aujourd'hui devenu obligatoire dans les écoles kalmoukes.
Avec le président Kirsan Ilioumjinov, ex-champion d'échecs, Okna Tsahan Zam est certainement le Kalmouk le plus connu à l'étranger. Il est poète et chanteur traditionnel.